# Willie Weeks
Willie Weeks (Salemburg, 5 agosto 1947) è un bassista statunitense.

## Carriera
Nel corso della sua carriera ha spesso lavorato come turnista, collaborando con George Harrison negli anni '70 e '80, con Randy Newman negli anni '70 e con moltissimi altri artisti e gruppi, sia in studio che dal vivo, tra cui Donny Hathaway, The Rolling Stones, Gregg Allman, David Bowie, Cher, Ron Wood, Joan Baez, Kenny Rogers, Al Jarreau, Michael McDonald, Joe Walsh, Cyndi Lauper, Gloria Gaynor, John Mayer, J.J. Cale, Alicia Keys, Eric Clapton, Chaka Khan, Vince Gill, Stevie Wonder, Rod Stewart, James Taylor, Rickie Lee Jones, Jimi Hendrix e Pino Daniele